# Calliodentalium callipeplum
Calliodentalium callipeplum is een Scaphopodasoort uit de familie van de Calliodentaliidae. De wetenschappelijke naam van de soort is voor het eerst geldig gepubliceerd in 1889 door Dall.